# Martinez de Pasqually
Jacques de Livron Joachin de la Tour de la Casa Martinez de Pasqually (Grenoble, França, 1727 - Santo Domingo, 1779) foi um maçom francês.
Seu pai tinha uma patente emitida pelo Rei  Charles Stuart, do Reino Unido, na data de 20 de maio de 1738, outorgando-lhe o cargo de Grão-Mestre Delegado, com autoridade para levantar templos para o Grande Arquiteto do Universo, e para transmitir a Carta Patente a seu filho mais velho. A patente e os poderes foram transmitidos depois de sua morte a seu filho Martinez de Pasqually que contava então com a idade de 28 anos.

Escreveu o livro: Tratado da Reintegração dos Seres, onde comenta o Pentateuco. 
Foi fundador de uma ordem não maçônica, mas composta exclusivamente por maçons, a "Ordem dos Cavaleiros Elus Cohen do Universo - Ordem dos Cavaleiros Maçons, Sacerdotes Eleitos do Universo". (Cohen quer dizer Sacerdote - do hebraico: Pastor).
Esta Ordem complementava os tradicionais três graus maçônicos (Aprendiz, Companheiro e Mestre), com sistema de Altos Graus.
De todas as ordens maçônicas iluministas que afloraram em França, durante o século XVIII, nenhum tem influência comparável com o nome de Martinismo.  
Desfraldando sua doutrina, conseguiu adeptos nas Lojas de Marselha, Avinhão, Montpellier, Narbona, Foix e Toulouse.  Finalmente, em 1762 se estabelece em Bordéus. 
Em Bourdéus, Martinez ingressa na Loja Francesa, que era a única das quatro lojas simbólicas ativas na cidade. 
Martinez se iniciou em reviver todos estudos maçônicos de Bordéus garantindo a cooperação de diversos maçons, escreveu para Ótimo Loja da França em 1763:  
"Estabeleci um apaziguamento em Bourdéus para a Glória do Ótimo Arquiteto, contendo as cinco ordens perfeitas que administro abaixo de a constituição de Converses Stuart, rei de Escócia, Irlanda e Inglaterra, Ótimo Instrutor de todas as lojas regulares esparramadas em a área de a país, e que estão hoje abaixo de a proteção de Jorge III do Reino Unido, rei da Grã-Bretanha". 